# Sísion
Sísion eller Sisi är en ort i Grekland.   Den ligger i prefekturen Nomós Lasithíou och regionen Kreta, i den sydöstra delen av landet, 300 km sydost om huvudstaden Aten. Sísion ligger 14 meter över havet och antalet invånare är 1 003.
Terrängen runt Sísion är varierad. Havet är nära Sísion åt nordväst. Runt Sísion är det ganska glesbefolkat, med 42 invånare per kvadratkilometer. Närmaste större samhälle är Mália, 5,9 km sydväst om Sísion. == Kommentarer ==
1. ↑  Framräknat ur höjduppgifter (DEM 3") från Viewfinder Panoramas.[2] Mer om algoritmen finns här: Användare:Lsjbot/Algoritmer.
2. ↑  Framräknat ur variansen i alla höjduppgifter (DEM 3") från Viewfinder Panoramas, inom 10 km radie.[2] Mer om algoritmen finns här: Användare:Lsjbot/Algoritmer.